# Stockensau
Stockensau ist ein Kirchdorf und Ortsteil des Marktes Kühbach im Landkreis Aichach-Friedberg, der zum Regierungsbezirk Schwaben in Bayern gehört.

Zur Gemarkung gehört auch das Kirchdorf Winden.

## Geographie
Stockensau liegt im Donau-Isar-Hügelland und damit im unterbayerischen Hügelland, das zum Alpenvorland, einer der naturräumlichen Haupteinheiten Deutschlands, gehört.
Stockensau liegt circa zwei Kilometer nördlich von Kühbach, Winden genau in der Mitte zwischen Stockensau und Kühbach.
Westlich von Winden befindet sich der Windener Weiher, aus dem der Haslangkreiter Graben Richtung Nordwesten zuerst durch den Kreuter Weiher fließt, um dann westlich von Haslangkreit als rechter Zufluss in die Paar zu münden.

In Stockensau entspringt der Stockensauer Graben, der sich dann nach Nordwesten wendet und nordöstlich von Unterbernbach ebenfalls als rechter Zufluss in die Paar mündet.

## Geschichte
Winden mit der ehemaligen Schlosskapelle Sankt Johannes Baptist und die drei Stockensauer Häuser westlich des Stockensauer Grabens samt der Hofkapelle gehören kirchlich zur katholischen Pfarrei Sankt Magnus in Kühbach.

Der gesamte östliche Teil von Stockensau mit der ehemaligen Schlosskapelle Sankt Jakobus der Ältere gehört zur katholischen Pfarrei Heilig Kreuz in Weilach.
Bis zum 1. Juli 1972 gehörte Stockensau mit seinem Ortsteil als selbstständige Gemeinde zum oberbayerischen Landkreis Aichach und wurde dann im Zuge der Gebietsreform in Bayern sowohl in den Markt Kühbach eingemeindet als auch mit diesem dem neugegründeten schwäbischen Landkreis Aichach-Friedberg zugeschlagen.

## Einwohner
Die 172 Einwohner (31. Oktober 2016) verteilen sich auf die Teilorte wie folgt:
- Stockensau 91
- Winden 81.

## Bodendenkmäler
Siehe: Liste der Bodendenkmäler in Stockensau